# Heteropoda cyperusiria
Heteropoda cyperusiria är en spindelart som beskrevs av Alberto Barrion och James A. Litsinger 1995. Heteropoda cyperusiria ingår i släktet Heteropoda och familjen jättekrabbspindlar.
Artens utbredningsområde är Filippinerna. Inga underarter finns listade i Catalogue of Life.